# Propensión marginal a importar
La propensión marginal a importar (PMI) hace referencia al cambio en el gasto en importaciones que ocurre como consecuencia de un cambio en la renta disponible (la renta después de impuestos y transferencias). Por ejemplo, un hogar gana un euro extra de renta disponible, y la propensión marginal a importar es de 0.2, entonces de ese euro, el hogar gastará 20 céntimos de euro de ese euro en bienes y servicios importados.
Matemáticamente, la función de la propensión marginal a importar se expresa como la derivada de la función de las importaciones (M) en relación con la renta disponible (Y).
{\displaystyle MPM={\frac {dM}{dY}}}
En otros términos, la propensión marginal a importar se mide como el radio de cambio en las importaciones en relación con el cambio en la renta, lo que proporciona un dato entre 0 y 1.  
Las importaciones también son consideradas como un estabilizador automático que opera atenuando las fluctuaciones del PIB real.